# Elecciones municipales de Piura de 2002
Las elecciones municipales de Piura de 2002 se llevaron a cabo el 17 de noviembre de 2002 para elegir al alcalde y al Concejo Provincial de Piura para el periodo 2003-2006. La elección se celebró simultáneamente con elecciones regionales y municipales (provinciales y distritales) en todo el Perú.

## Sistema electoral
La Municipalidad Provincial de Piura es el órgano administrativo y de gobierno de la provincia de Piura. Está compuesta por el alcalde y el Concejo Provincial.
La votación del alcalde y el concejo se realiza en base al sufragio universal, que comprende a todos los ciudadanos nacionales mayores de dieciocho años, empadronados y residentes en la provincia de Piura y en pleno goce de sus derechos políticos, así como a los ciudadanos no nacionales residentes y empadronados en la provincia de Piura.
El Concejo Provincial de Piura está compuesto por 15 regidores elegidos por sufragio directo para un período de cuatro (4) años, en forma conjunta con la elección del alcalde (quien lo preside). La votación es por lista cerrada y bloqueada. Se asigna a la lista ganadora los escaños según el método d'Hondt o la mitad más uno, lo que más le favorezca.

## Composición del Concejo Provincial de Piura
La siguiente tabla muestra la composición del Concejo Provincial de Piura antes de las elecciones.
| Partidos | Partidos                                        | Regidores |
| -------- | ----------------------------------------------- | --------- |
|          | Lista Independiente Reconstrucción y Desarrollo | 8         |
|          | Lista Independiente Obras Más Obras             | 5         |
|          | Movimiento Independiente Somos Perú             | 2         |

## Partidos y candidatos
A continuación se muestra una lista de los principales partidos y alianzas electorales que participaron en las elecciones:
| Candidatura | Candidatura | Partidos y alianzas | Candidatos | Candidatos               | Ideología                                                          | Resultado previo | Resultado previo | Ref. |
| Candidatura | Candidatura | Partidos y alianzas | Candidatos | Candidatos               | Ideología                                                          | Votos (%)        | Reg.             | Ref. |
| ----------- | ----------- | --- | ---------- | ------------------------ | ------------------------------------------------------------------ | ---------------- | ---------------- | ---- |
|             | SP          | Lista - Somos Perú (SP) |            | Yolanda Sarmiento Ojeda  | Democracia cristiana Conservadurismo social                        | 12.65%           | 2                |      |
|             | APRA        | Lista - Partido Aprista Peruano (APRA) |            | Eduardo Cáceres Chocano  | Aprismo                                                            | Nuevo            | Nuevo            |      |
|             | AP          | Lista - Acción Popular (AP) |            | José Bazán Correa        | Humanismo Nacionalismo cívico Reformismo                           | Nuevo            | Nuevo            |      |
|             | UPP         | Lista - Agrupación Independiente Unión por el Perú - Frente Amplio (UPP)                                                                    |            | Lucio Seminario Encalada | Socioliberalismo Progresismo Socialdemocracia                      | Nuevo            | Nuevo            |      |
|             | PP          | Lista - Perú Posible (PP) |            | Luis Chong Shing García  | Socioliberalismo Democracia liberal Tercera vía                    | Nuevo            | Nuevo            |      |
|             | UN          | Lista - Unidad Nacional (UN) – Partido Popular Cristiano (PPC) – Solidaridad Nacional (SN) – Renovación Nacional (RN) – Cambio Radical (CR) |            | Miguel Adrianzén Huancas | Democracia cristiana Conservadurismo Neoliberalismo                | Nuevo            | Nuevo            |      |
|             | MNI         | Lista - Movimiento Nueva Izquierda (MNI) |            | Ridan Martínez Oballe    | Marxismo-leninismo Mariateguismo Socialismo democrático            | Nuevo            | Nuevo            |      |
|             | FD          | Lista - Fuerza Democrática (FD) |            | José Aguilar Santisteban | Reformismo                                                         | Nuevo            | Nuevo            |      |
|             | RA          | Lista - Renacimiento Andino (RA) |            | Socorro Flores de Malca  | Indigenismo Plurinacionalismo Socialdemocracia                     | Nuevo            | Nuevo            |      |
|             | APP         | Lista - Alianza para el Progreso (APP) |            | Wilmar Elera García      | Liberalismo económico Conservadurismo liberal Populismo de derecha | Nuevo            | Nuevo            |      |
|             | IND         | Lista - Lista Independiente N° 1 Movimiento Independiente Fuerza Norteña                                                                    |            | Aníbal Cisneros Calderón | Localismo piurano                                                  | Nuevo            | Nuevo            |      |
|             | IND         | Lista - Lista Independiente N° 3 Desarrollo Comunitario de Unidad Piurana                                                                   |            | Víctor Lizana Puelles    | Localismo piurano                                                  | Nuevo            | Nuevo            |      |

## Resultados

### Sumario general
|                        |                                                                   |              |              |              |           |           |  |  |
| Partidos y coaliciones | Partidos y coaliciones                                            | Voto popular | Voto popular | Voto popular | Regidores | Regidores |  |  |
| Partidos y coaliciones | Partidos y coaliciones                                            | Votos        | %            | ±pp          | Total     | +/−       |  |  |
|                        | Partido Aprista Peruano (APRA)                                    | 59,736       | 27.20        | n/a          | 9         | +9        |  |  |
|                        | Alianza para el Progreso (APP)                                    | 40,749       | 18.56        | Nuevo        | 2         | +2        |  |  |
|                        | Fuerza Democrática (FD)                                           | 33,643       | 15.32        | Nuevo        | 2         | +2        |  |  |
|                        | Perú Posible (PP)                                                 | 20,326       | 9.26         | Nuevo        | 1         | +1        |  |  |
|                        | Unidad Nacional (UN)                                              | 16,055       | 7.31         | Nuevo        | 1         | +1        |  |  |
|                        | Somos Perú (SP)                                                   | 15,823       | 7.21         | –5.44        | 0         | –2        |  |  |
|                        | Acción Popular (AP)                                               | 15,485       | 7.05         | n/a          | 0         | ±0        |  |  |
|                        | Movimiento Nueva Izquierda (MNI)                                  | 9,681        | 4.41         | Nuevo        | 0         | ±0        |  |  |
|                        | Lista Independiente N° 1 Movimiento Independiente Fuerza Norteña  | 3,010        | 1.37         | n/a          | 0         | ±0        |  |  |
|                        | Lista Independiente N° 3 Desarrollo Comunitario de Unidad Piurana | 2,624        | 1.19         | n/a          | 0         | ±0        |  |  |
|                        | Renacimiento Andino (RA)                                          | 1,258        | 0.57         | Nuevo        | 0         | ±0        |  |  |
|                        | Agrupación Independiente Unión por el Perú - Frente Amplio (UPP)  | 1,200        | 0.55         | Nuevo        | 0         | ±0        |  |  |
|                        |                                                                   |              |              |              |           |           |  |  |
| Total                  | Total                                                             | 219,590      |              |              | 15        | ±0        |  |  |
|                        |                                                                   |              |              |              |           |           |  |  |
| Votos válidos          | Votos válidos                                                     | 219,590      | 75.15        | –9.69        |           |           |  |  |
| Votos en blanco        | Votos en blanco                                                   | 54,391       | 18.61        | +7.70        |           |           |  |  |
| Votos nulos            | Votos nulos                                                       | 18,233       | 6.24         | +2.00        |           |           |  |  |
| Votos emitidos         | Votos emitidos                                                    | 292,214      | 86.79        | +5.31        |           |           |  |  |
| Abstenciones           | Abstenciones                                                      | 44,484       | 13.21        | –5.31        |           |           |  |  |
| Votantes registrados   | Votantes registrados                                              | 336,698      |              |              |           |           |  |  |
|                        |                                                                   |              |              |              |           |           |  |  |
| Fuente:                |                                                                   |              |              |              |           |           |  |  |

## Elecciones municipales distritales

### Resultados por distrito
La siguiente tabla enumera el control de los distritos de la provincia de Piura. El cambio de mando de una organización política se resalta del color de ese partido.
| Distrito     | Alcalde(sa) titular        | Partido político | Partido político            | Alcalde(sa) electo(a)      | Partido político | Partido político         |
| ------------ | -------------------------- | ---------------- | --------------------------- | -------------------------- | ---------------- | ------------------------ |
| Castilla     | Santos Zurita Peña         |                  | Reconstrucción y Desarrollo | Alfredo García Frías       |                  | Partido Aprista Peruano  |
| Catacaos     | César Yarlequé Cabrera     |                  | Obras Más Obras             | Manuel Sandoval Valdiviezo |                  | Participación Vecinal    |
| Cura Mori    | José Vilchez Vilchez       |                  | Obras Más Obras             | Carlos Apaestegui Gómez    |                  | Partido Aprista Peruano  |
| El Tallán    | Cipriano Adanaque Ypanaque |                  | Somos Perú                  | Leonardo Macalupú Zapata   |                  | Fuerza Democrática       |
| La Arena     | Abrahan Risco Juárez       |                  | Reconstrucción y Desarrollo | Emeterio Macalupú Sernaqué |                  | Partido Aprista Peruano  |
| La Unión     | Vicente Seminario Silva    |                  | Obras Más Obras             | Julio Chunga Ortiz         |                  | Alianza para el Progreso |
| Las Lomas    | José Neira Simbala         |                  | Independiente Las Lomas     | Segundo Castillo Delgado   |                  | Unidad Nacional          |
| Tambo Grande | Alfredo Rengifo Navarrete  |                  | Reconstrucción y Desarrollo | Francisco Ojeda Riofrío    |                  | AGRO SÍ                  |